# Ута фон Балленштедт
Ута Балленштедтська (також Ута Наумбурзька; нім. Uta von Ballenstedt, приблизно 1000 — 23 жовтня, бл. 1046) — маркграфиня, дружина Еккегарда II, маркграфа Майсена, Саксонської Східної марки та графа Хутіці.

## Родина
Батьки Ути (Оди) — Адальберт, маркграф Балленштедта, та Гідда, донька графа Одо I Лужицького. У неї були три брати: Езіко Балленштедський — граф, засновник роду Асканіїв, Дітріх — настоятель церкви в Балленштедті, Лудольф — чернець монастиря Корвей та сестра Хацеха — настоятелька абатства Гернроде.

## Дитинство і юність
Ута народилася 1 січня 1000 року в Гарці, мальовничому гірському краї Німеччини. Юна графиня виховувалась в одному з жіночих монастирів, розташованих поблизу сімейних маєтків. Призначалися вони для представниць високої знаті, грали роль як релігійних центрів, а й свого роду академій та університетів. У монастирях велося літописання, листувалися книжки, створювалися трактати, збиралися багаті бібліотеки. Ута багато читала, чудово зналася на історії, любила музику, добре грала на органі, знала лікарські трави. Головні якості, які їй прищеплювали з дитинства — домовитість та шанування майбутнього чоловіка.

## Шлюб
Шлюб Ути з маркграфом Майсенським відбувся, мабуть, із політичних інтересів. На цьому шлюбі, який виявився бездітним, закінчився рід Еккегардінерів. Еккегард II, який правив графством 15 років (1031—1046) аж до своєї раптової кончини, був відважним воїном та справедливим правителем. Після його смерті в 1046 році 46-річна Ута пішла в монастир абатства Гернроде, яким керувала її сестра Хацеха, відмовившись від спадщини чоловіка, яка частково перейшла абатству та імператриці Агнесі. Дата смерті Ути не встановлено, відомо лише, що це сталося 23 жовтня, приблизно 1046 року.

## В архітектурі

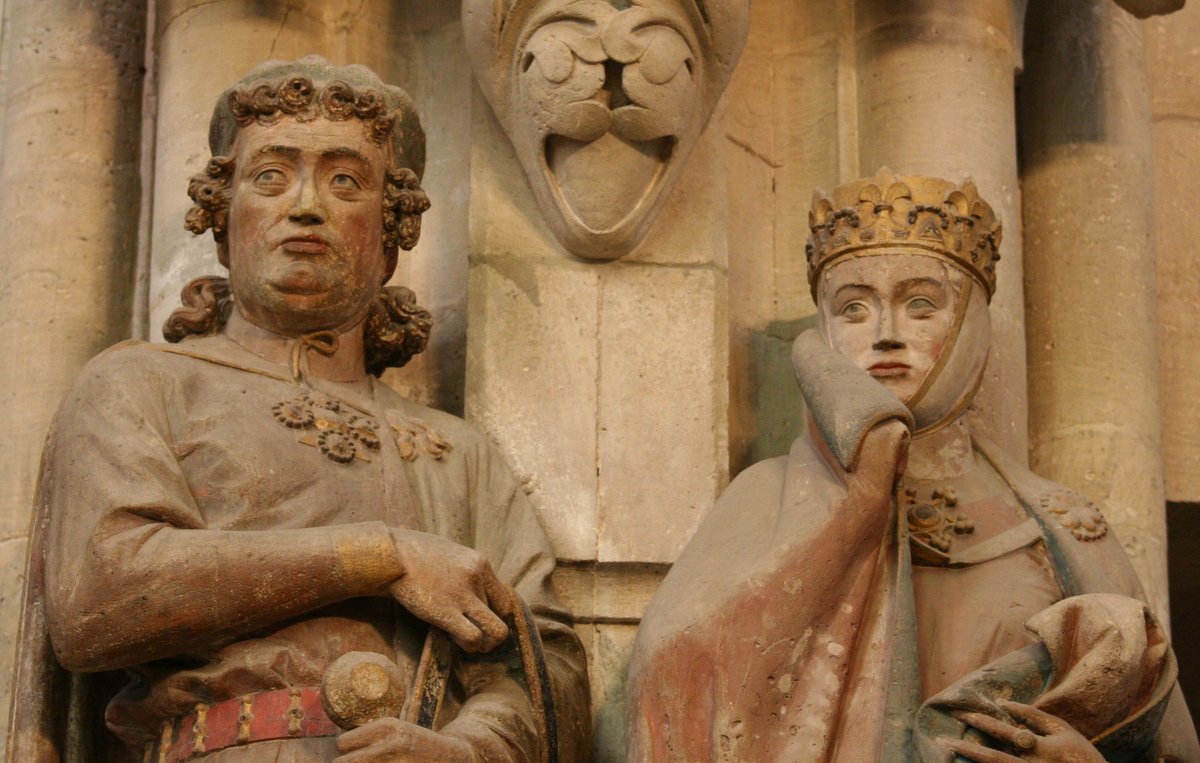
Ута та Еккергард

В історичному центрі німецького містечка Наумбург (земля Саксонія-Ангальт) знаходиться Наумбурзький собор. У західній частині собору на висоті приблизно трьох метрів височіють фігури маркграфа Еккегарда II та його дружини Ути — це єдине скульптурне зображення, що дійшло до нас. Її обличчя випромінює чистоту та силу. На грудях у маркграфині брошка у вигляді шестикінцевої сніжинки з трьома колами на кожному промені (знамено миру). Скульптурне зображення Ути вважається одним із найяскравіших жіночих образів у мистецтві середньовіччя.

## У живописі
Фігуру маркграфині, що тримає в руках скриньку зі скарбом Миру — каменем Чинтамані, використовував у своїй роботі «Утримувач світу» (Камінь несучий) Микола Реріх. Картина була написана в 1933 році та присвячена дружині художника — Олені Реріх .